# La Follette (Tennessee)
La Follette – miasto w Stanach Zjednoczonych, w stanie Tennessee, w hrabstwie Campbell.